# Константино-Александровка
Константино-Александровка (баш. Константино-Александровка) — деревня в Стерлитамакском районе Республики Башкортостан Российской Федерации. Входит в состав Первомайского сельсовета.

## География

### Географическое положение
Расстояние до:
- районного центра (Стерлитамак): 54 км,
- центра сельсовета (Первомайское): 6 км,
- ближайшей ж/д станции (Стерлитамак): 54 км.

## Население
| 2002 | 2009 | 2010 |
| ---- | ---- | ---- |
| 19   | ↘9   | ↗21  |

Национальный состав
Согласно переписи 2002 года, преобладающая национальность — украинцы (37 %).